# Neanthes pseudonoodti
Neanthes pseudonoodti är en ringmaskart som beskrevs av Fauchald 1977. Neanthes pseudonoodti ingår i släktet Neanthes och familjen Nereididae. Inga underarter finns listade i Catalogue of Life.